# ISO 3166-2:GS
ISO 3166-2:GS è il sottogruppo dello standard ISO 3166-2 riservato al territorio d'oltremare britannico costituito da Georgia del Sud e Isole Sandwich Australi.
Lo standard ISO 3166-2, seconda parte dello standard ISO 3166, pubblicato dall'Organizzazione internazionale per la normazione (ISO), è stato creato per codificare i nomi delle suddivisioni territoriali delle nazioni e delle aree dipendenti codificate nello standard ISO 3166-1.
Attualmente, nello standard ISO 3166-2 non è stato definito nessun codice per la Georgia del Sud e le isole Sandwich meridionali, i cui territori non hanno suddivisioni definite.
Il codice ISO 3166-1 alpha-2 ufficialmente assegnato al territorio della Georgia del Sud e delle Isole Sandwich Australi è GS.